# Südliches Alpenvorland
Voralpines Hügel- und Moorland (Předalpské pahorkatiny a mokřady) jsou geomorfologická oblast v jižní části německých spolkových zemí Bádensko-Württembersko a Bavorsko, s přesahem do sousedního Švýcarska na jedné a Rakouska na druhé straně. Táhne se podél severního úbočí Bavorských Alp a patří do přírodního regionu Alpenvorland (Alpské podhůří). Geomorfologické členění z roku 1994 podle Spolkového úřadu pro ochranu přírody (BfN) přiřklo této oblasti ještě jiný název, Südliches Alpenvorland (Jižní podhůří Alp), který je ale zavádějící: lze ho chápat jako podhůří na jih od Alp, ale ve skutečnosti má znamenat, že ze tří oblastí v rámci bavorského (tedy severního) alpského podhůří jde o tu nejjižnější.
Severní hranice oblasti je klikatá, nicméně vede tak, že město Mnichov už leží vně oblasti, zatímco velká jezera Ammersee, Starnberger See a Chiemsee leží uvnitř. I když administrativní hranice nejsou ve fyzické geografii relevantní, přesah oblasti do sousedních zemí není dobře definován, protože jde o jednotku vymezenou v rámci geomorfologického členění Německa. Pokud za přírodní východní hranici vezmeme řeku Salzach, nebude oblast do Rakouska přesahovat vůbec.
Nadmořská výška oblasti se nejčastěji pohybuje mezi 500 a 700 m. Nejvyšší částí jsou Nagelfluhhöhen u Immenstadtu na jihozápadě (Salmaser Höhe, 1254 m). Naproti přes údolí (a přes silnici B308) leží ještě vyšší Nagelfluhkette (1822 m), která už ale patří do Alp.
Důležitá města jsou Lindau, Kempten, Kaufbeuren, Rosenheim.
V německém členění má tato oblast číslo D66, resp. podle starého systému 03.

## Členění
Podle staršího systému Emila Meynena se oblast dělí takto:
- 03 (=D66) Voralpines Hügel- und Moorland (Předalpské pahorkatiny a mokřady)
  - 030 Hegau
  - 031 Bodenseebecken (pánev Bodamského jezera)
  - 032 Oberschwäbisches Hügelland (Hornošvábská pahorkatina)
  - 033 Westallgäuer Hügelland (Západoallgäuská pahorkatina)
  - 034 Adelegg
  - 035 Iller-Vorberge (Illerské předhůří)
  - 036 Lech-Vorberge (Lešské předhůří)
  - 037 Ammer-Loisach-Hügelland (Ammersko-loisašská pahorkatina)
  - 038 Inn-Chiemsee-Hügelland (Innsko-chiemská pahorkatina)
  - 039 Salzach-Hügelland (Salzašská pahorkatina)